# Condado de Węgrów
Condado de Węgrów (polaco: powiat węgrowski) é um powiat (condado) da Polónia, na voivodia de Mazóvia. A sede do condado é a cidade de Węgrów. Estende-se por uma área de 1219,18 km², com 68 105 habitantes, segundo os censos de 2005, com uma densidade 55,86 hab/km².

## Divisões admistrativas
O condado possui:
Comunas urbanas: Węgrów
Comunas urbana-rurais: Łochów
Comunas rurais: Grębków, Korytnica, Liw, Miedzna, Sadowne, Stoczek, Wierzbno
Cidades: Węgrów, Łochów

## Demografia
População (dados de 30 de Junho de 2005):
|          | Total   | Total | Mulheres | Mulheres | Homens  | Homens |
| -------- | ------- | ----- | -------- | -------- | ------- | ------ |
|          | pessoas | %     | pessoas  | %        | pessoas | %      |
| Total    | 68 105  | 100   | 34 223   | 50,3     | 33 882  | 49,7   |
| Cidades  | 18 979  | 100   | 9767     | 51,5     | 9212    | 48,5   |
| Povoados | 49 126  | 100   | 24 456   | 49,8     | 24 670  | 50,2   |